# Съвет на народните комисари на СССР
Съветът на народните комисари на СССР (на руски: Сове́т наро́дных комисса́ров СССР, съкратено СНК или Совнарко́м) от 6 юли 1923 до 15 март 1946 година е висш изпълнителен и разпоредителен (а в началото на съществуването си и законодателен) орган на СССР и негово правителство.
Във всяка съюзна и автономна република е съществувал също Съвет на народните комисари, например Съвет на народните комисари на РСФСР (СНК РСФСР).
Народен комисар (нарком) е лице, влизащо в състава на правителството и оглавяващо определен народен комисариат (наркомат) – централен орган на държавното управление, отговарящ за определена сфера от дейността на държавата.
Първият съвет на народните комисари е създаден на 26 октомври 1917 г. – след завземането на властта в Съветска Русия по време на Октомврийската революция и 5 години преди образуването на СССР. Вторият конгрес на Съветите, съгласно конституцията от 1918 г., е наречен Съвет на народните комисари на РСФСР.

## Първи състав
- Председател на Съвета на народните комисари – Владимир Ленин
- Нарком на вътрешните работи – Алексей Риков
- Нарком на земеделието – Владимир Милютин
- Нарком на труда – Александър Шляпников
- Наркомат по военните и морски въпроси – комитет, в състав: Владимир Овсеенко, Николай Криленко и Павел Дибенко
- Нарком на търговията и промишлеността – Виктор Ногин
- Нарком на народното просвещение – Анатолий Луначарски
- Нарком на финансите – Иван Скворцов
- Нарком на външните работи – Лев Троцки
- Нарком на правосъдието – Георгий Ломов
- Нарком на продоволствията – Иван Теодорович
- Нарком на пощите и телеграфите – Николай Глебов
- Нарком на националностите – Йосиф Сталин
- Нарком на железопътния транспорт – постът временно остава незает.

СНК е сформиран в съответствие с Декрет за учредяването на Съвета на народните комисари, приет на II всеруски конгрес на съветите на работническите, войнишки и селски депутати на 27 октомври 1917 година.

## Председатели
- Владимир Ленин (6 юли 1923 – 21 януари 1924)
- Алексей Риков (2 февруари 1924 – 19 декември 1930)
- Вячеслав Молотов (19 декември 1930 – 6 май 1941)
- Йосиф Сталин (6 май 1941 – 15 март 1946)

## Първи заместник-председатели
- Валерян Куйбишев (14 май 1934 – 25 януари 1935)
- Николай Вознесенски (10 март 1941 – 15 март 1946)
- Вячеслав Молотов (16 август 1942 – 15 март 1946)

## Заместник-председатели
- Лев Борисович Каменев (6 юли 1923 – 16 януари 1926)
- Алексей Риков (6 юли 1923 – 2 февруари 1924)
- Александр Цюрупа (6 юли 1923 – 8 май 1928)
- Влас Чубар (6 юли 1923 – 21 май 1925, 24 април 1934 – 4 юли 1938)
- Мамия Орахелашвили (6 юли 1923 – 21 май 1925)
- Валерян Куйбишев (16 януари 1926 – 5 ноември 1926, 10 ноември 1930 – 14 май 1934)
- Ян Рудзутак (16 януари 1926 – 25 май 1937)
- Григорий Орджоникидзе (5 ноември 1926 – 10 ноември 1930)
- Василий Шмит (11 август 1928 – 1 декември 1930)
- Андрей Андреев (22 декември 1930 – 9 октомври 1931)
- Валерий Межлаук (25 април 1934 – 25 февруари 1937, 17 октомври 1937 – 1 декември 1937)
- Николай Антипов (27 април 1935 – 21 юни 1937)
- Анастас Микоян (22 юли 1937 – 15 март 1946)
- Станислав Косиор (19 януари 1938 – 3 май 1938)
- Лазар Каганович (21 август 1938 – 15 май 1944, 20 декември 1944 – 15 март 1946)
- Николай Вознесенски (4 април 1939 – 10 март 1941)
- Николай Булганин (16 септември 1938 – 15 май 1944)
- Андрей Вишински (31 май 1939 – 15 май 1944)
- Розалия Землячка (8 май 1939 – 26 август 1943)
- Алексей Косигин (17 април 1940 – 15 март 1946)
- Михаил Первухин (17 април 1940 – 15 май 1944)
- Вячеслав Малишев (17 април 1940 – 15 май 1944)
- Климент Ворошилов (7 май 1940 – 15 март 1946)
- Лаврентий Берия (3 февруари 1941 – 15 март 1946)
- Лев Мехлис (6 септември 1940 – 15 май 1944)
- Максим Сабуров (10 март 1941 – 15 май 1944)
- Вячеслав Молотов (6 май 1941 – 16 август 1942)
- Георгий Маленков (15 май 1944 – 15 март 1946)

## Секретари
- Николай Горбунов (17 юли 1923 – 29 декември 1930)
- Платон Керженцев (29 декември 1930 – 23 март 1933)
- Иван Мирошников (23 март 1933 – 29 март 1937)
- Михаил Арбузов (29 март 1937 – 31 юли 1937)
- Николай Петруничев (31 юли 1937 – 5 ноември 1938)
- Иван Болшаков (17 декември 1938 – 4 юни 1939)
- Михаил Хломов (10 юни 1939 – 14 ноември 1940)
- Яков Чадаев (14 ноември 1940 – 15 март 1946)

## История
Според конституцията на СССР от 1924 г. разделението на функциите между СССР и съветските републики се изразява в разделение на наркоматите на СНК на СССР на общосъюзни (по международни въпроси, по военни и морски дела, външна търговия, съобщителни пътища, поща и телеграфи) и обединени (Висш съвет на народното стопанство, наркомати на продоволствията, труда, финансите и работническо-земеделските инспекции). Общосъюзните наркомати осъществяват властта си чрез „свои пълномощници“, а обединените – чрез съответните наркомати на съюзните републики. Някои наркомати, свързани с национални особености, били оставени само на нивото на съюзните републики (наркомати на земледелието, вътрешните работи, правосъдието, образованието, здравеопазването и социалните грижи).
На 15 октомври 1941 г. постъпва нареждане за преместване на правителството в гр. Куйбишев. През 1946 г. СНК се преобразува в Министерски съвет на СССР.
В съответствие с конституцията на СССР от 1924 г. Съветът на народните комисари на СССР се създава с постановление на Централния изпълнителен комитет на СССР.
Според конституцията на СССР от 1936 г. Съветът на народните комисари на СССР се преобразува във Върховен съвет на СССР.
Сферата на дейност на СНК на СССР е обхващала обединение и ръководство на работата на общосъюзните и съюзно-републиканските народни комисариати, приемане на мерки по осъществяване на националния икономически план и държавния бюджет, мерки по укрепване на паричната система, обеспечаване на обществения ред, осъществяване на общо ръководство в областта на международните отношения и др.